# Park Miniatur „Minieuroland” w Kłodzku

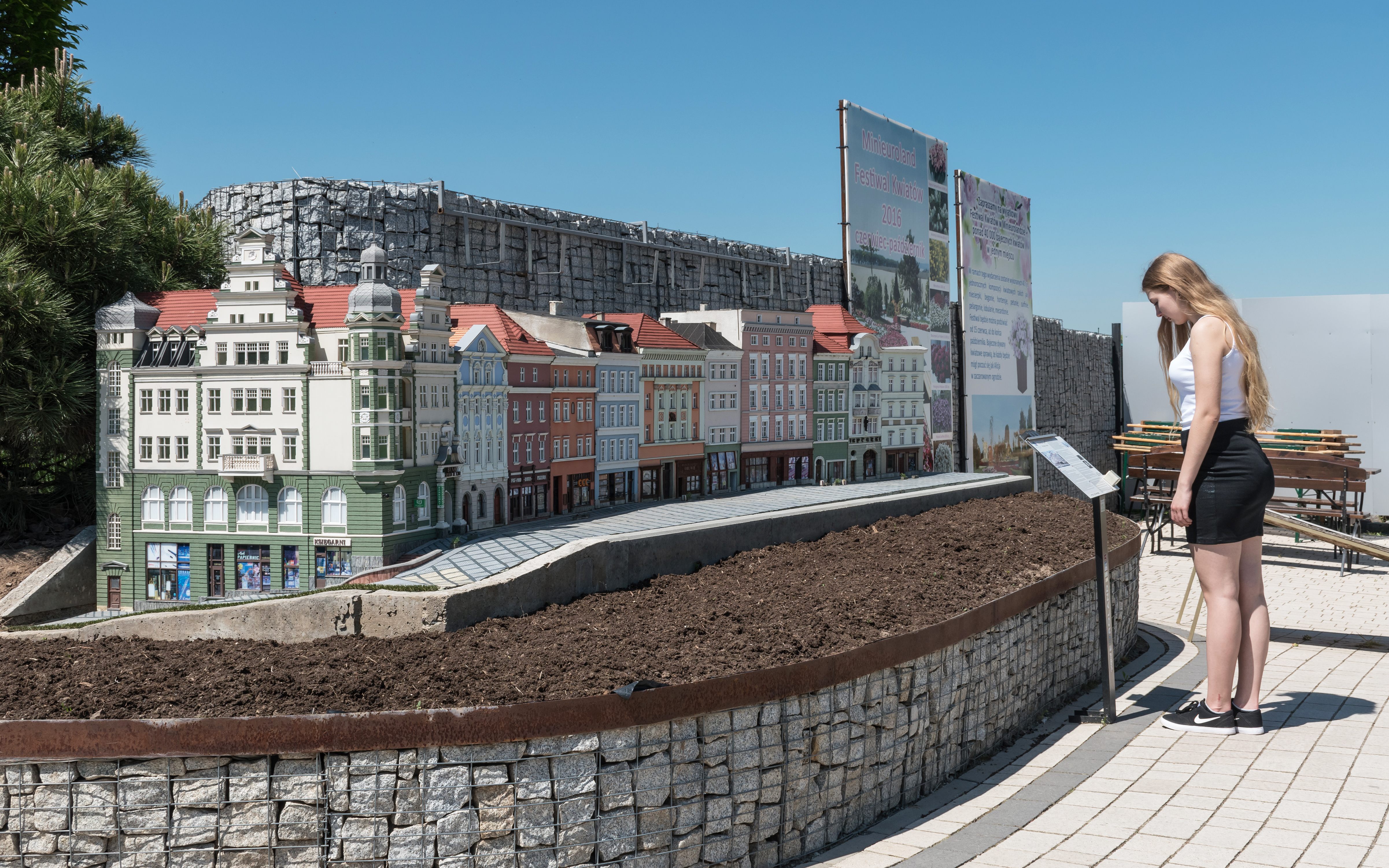
Rynek w Kłodzku

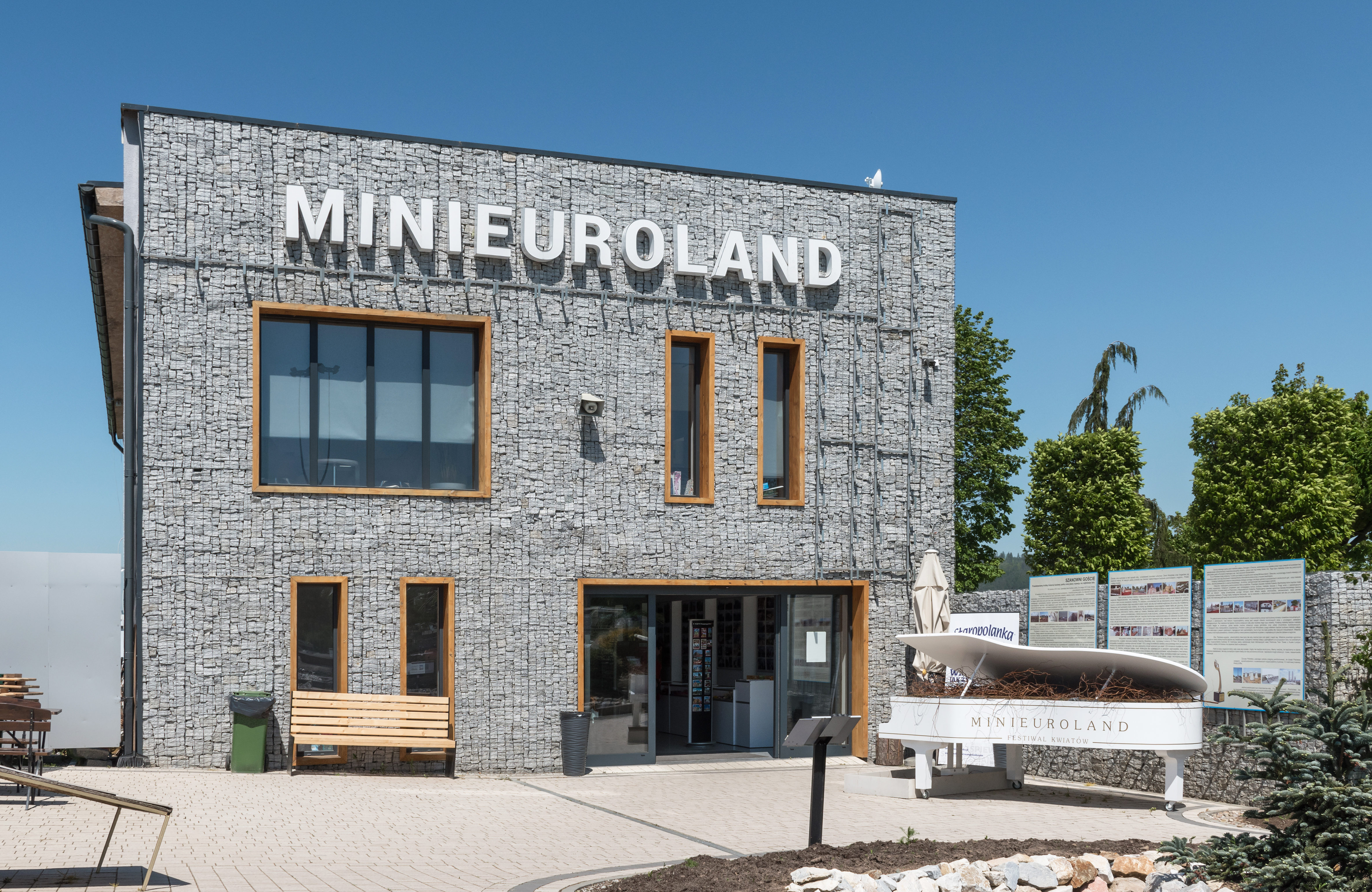
Budynek administracyjny

Park Miniatur „Minieuroland” w Kłodzku – park miniatur, położony w Kłodzku. Obiekt stanowi prywatną własność spółki JM Park Sp. z o.o.
Park został otwarty w lipcu 2015 roku. Na jego obszarze o powierzchni ok. 20 tys. m² znajdują się miniatury budowli z terenów województwa dolnośląskiego oraz Europy i Ameryki Północnej.

Aktualnie planowane jest wykonanie 30-metrowej wieży widokowej, będącej jednocześnie makietą wież Petronas Towers z Kuala Lumpur.

## Zminiaturyzowane obiekty
województwo dolnośląskie:
- Ratusz Wrocławski
- Główny gmach Uniwersytetu Wrocławskiego
- Wieża ciśnień Borek – Wrocław
- Most Grunwaldzki – Wrocław
- Most Zwierzyniecki – Wrocław
- Kamieniczki na Rynku w Kłodzku
- Ratusz w Kłodzku
- Twierdza Kłodzko
- Kościół Matki Bożej Różańcowej – Kłodzko
- Kościół Wniebowzięcia Najświętszej Maryi Panny – Kłodzko
- Budynek poczty głównej w Kłodzku
- Most gotycki w Kłodzku
- Bazylika pw. Nawiedzenia NMP – Wambierzyce
- Pałac w Bożkowie
- Zamek Książ – Wałbrzych
- Złoty pociąg – Wałbrzych
- Dom Violetty Villas – Lewin Kłodzki
- Kościół św. Anny w Zieleńcu
- Wiadukt kolejowy w Lewinie Kłodzkim
- Wiadukt kolejowy w Ludwikowicach Kłodzkich
- Wiadukt kolejowy Zatorze – Drogosław
- Dworzec Kolejowy Kłodzko Główne
- Wiadukt Kolejowy Żelazny – Kłodzko
- Wieża ciśnień nr 1 – Kłodzko
- Wieża ciśnień nr 2 – Kłodzko
- Nastawnia Kłodzko Główne
- Stacja wodna + wieża ciśnień Kłodzko Główne
- Parowozownia (lokomotywownia) Kłodzko Główne
- Skład złomu – Kłodzko

Europa:
- Łuk Triumfalny – Paryż
- Fontanna di Trevi – Rzym
- Big Ben – Londyn
- Brama Brandenburska – Niemcy
- Katedra Berlińska – Niemcy
- Krzywa Wieża w Pizie i Baptysterium – Włochy
- Zwinger – Drezno
- Ratusz Praga – Czechy

Ameryka Północna:
- Statua Wolności w Nowym Jorku.

## Galeria zdjęć

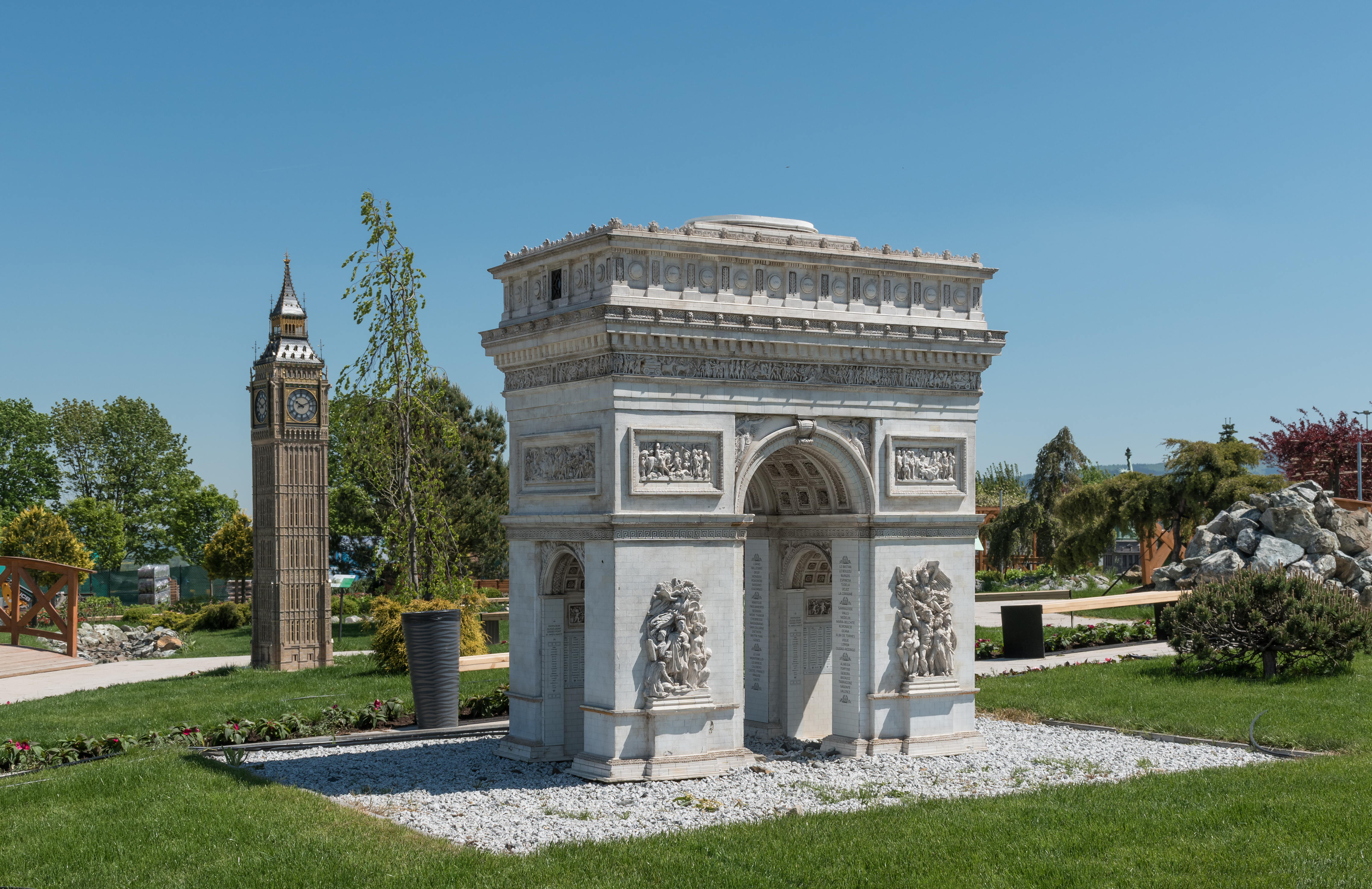
Łuk Triumfalny w Paryżu
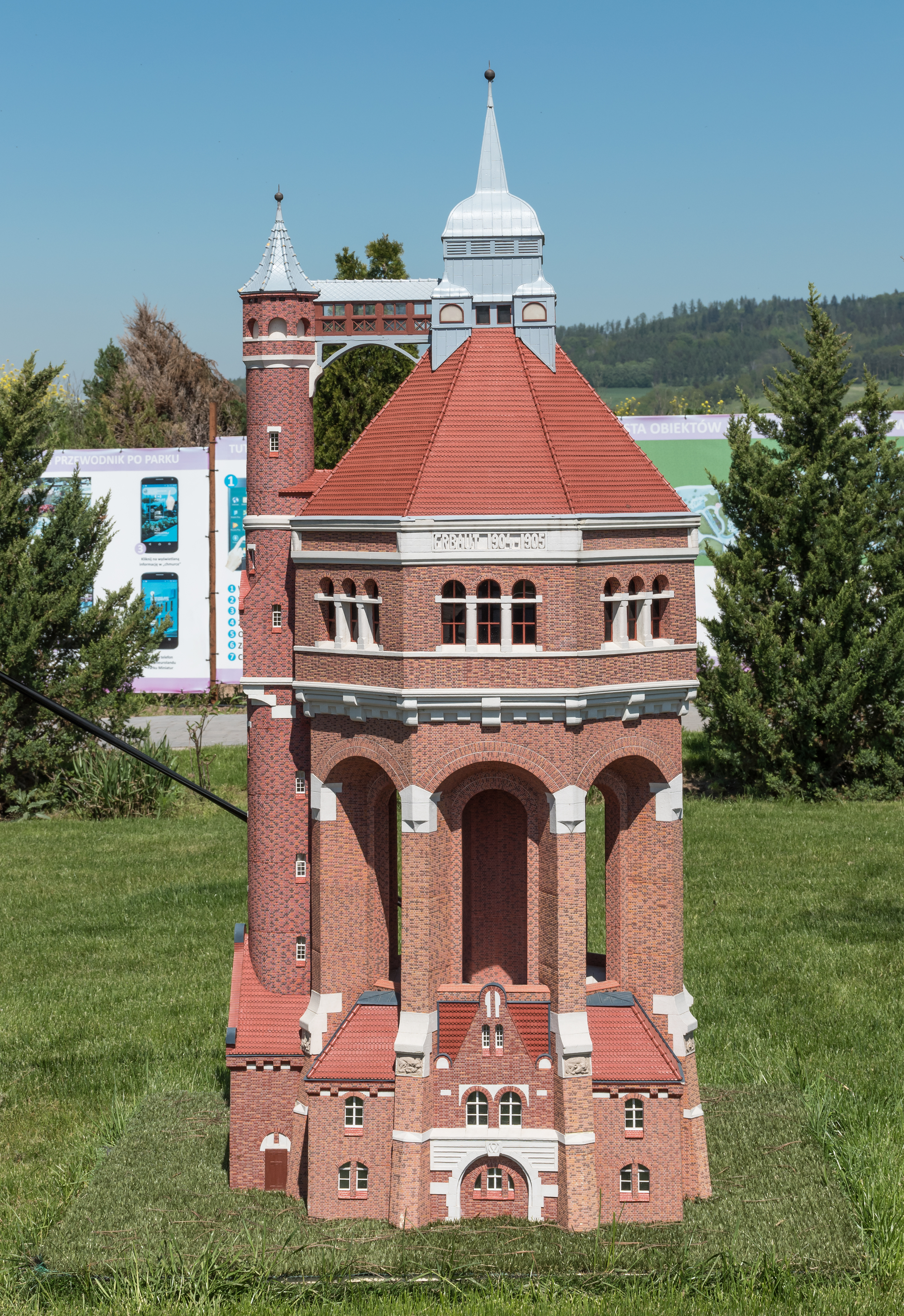
Wieża ciśnień we Wrocławiu
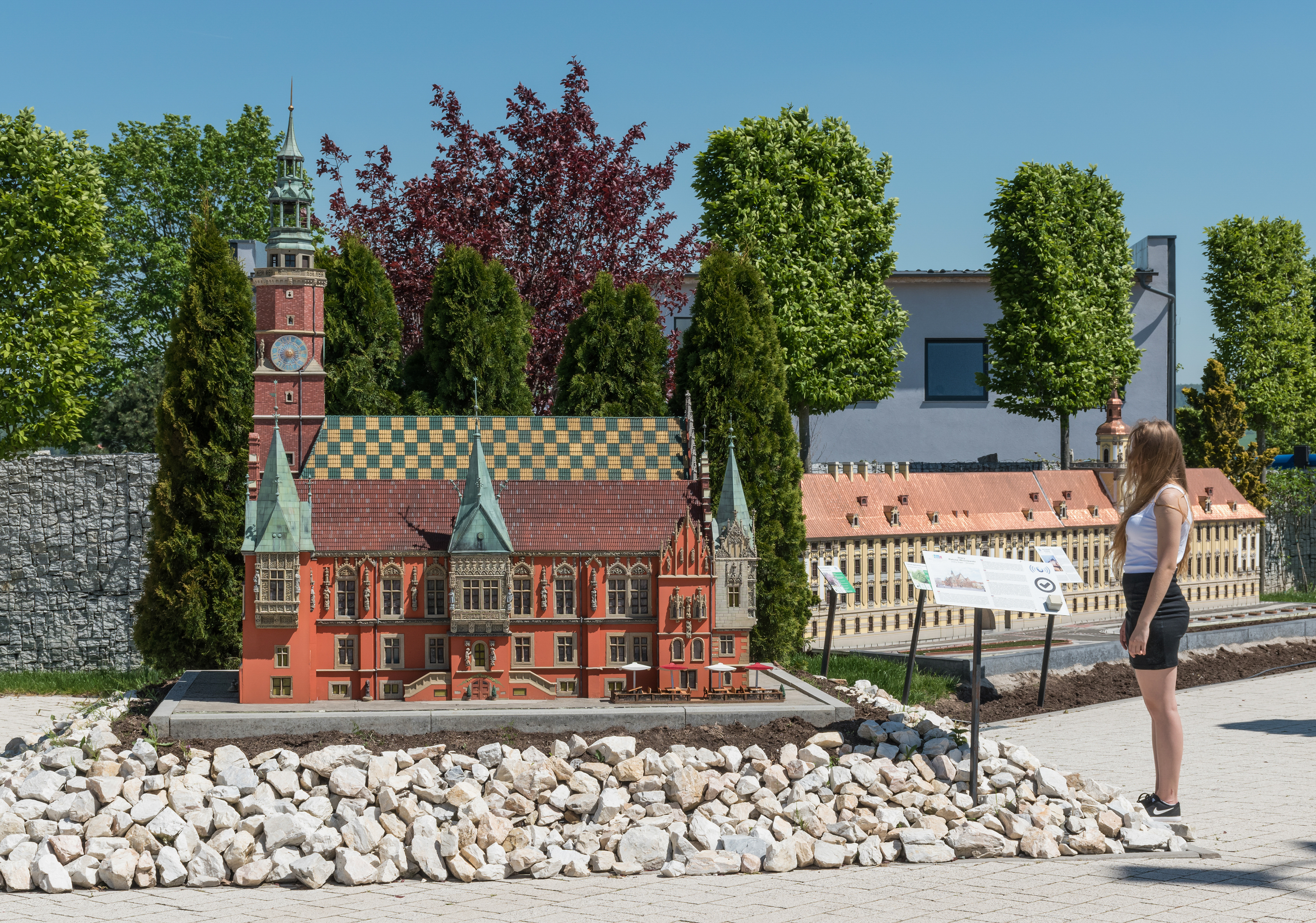
Ratusz we Wrocławiu
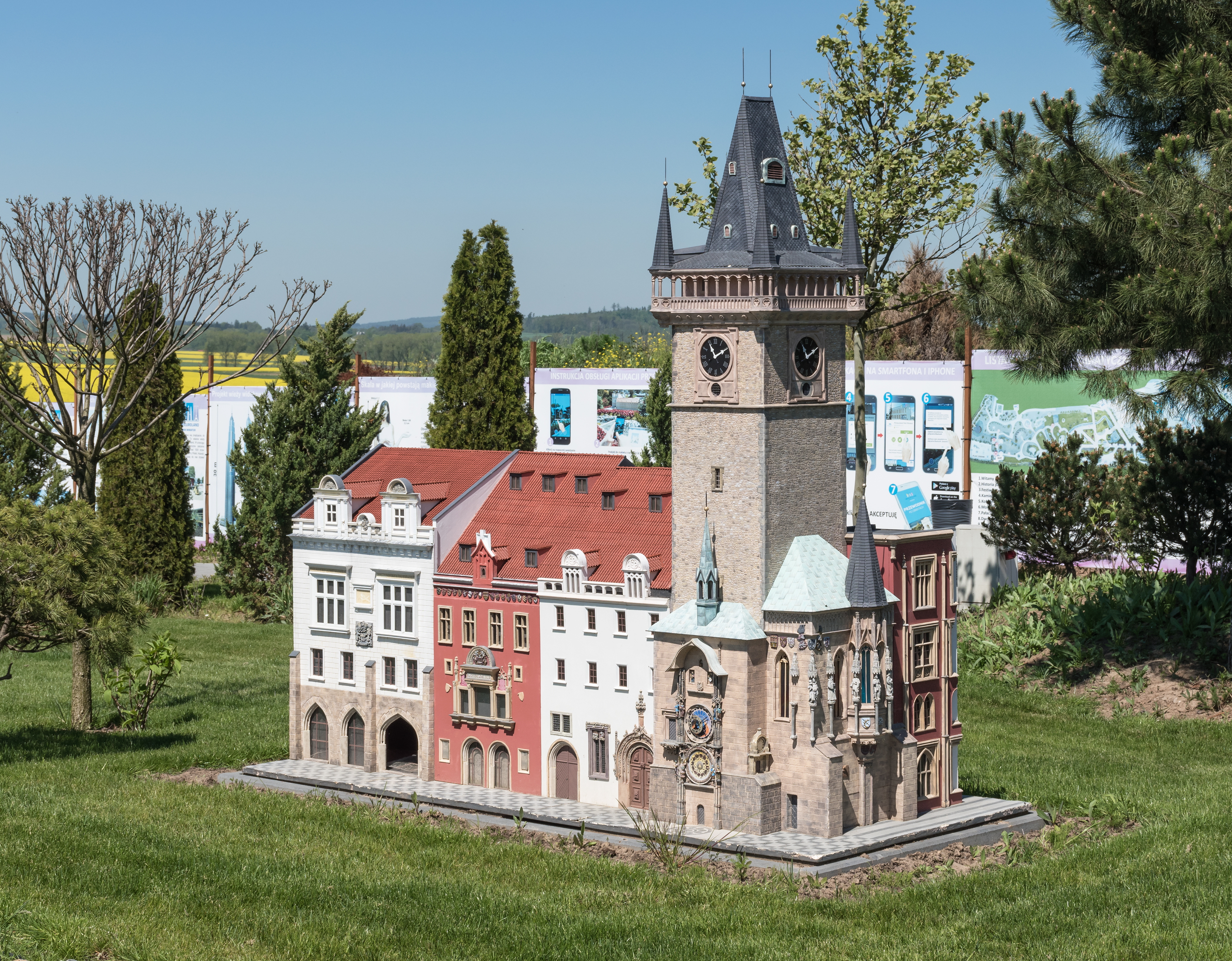
Ratusz staromiejski w Pradze
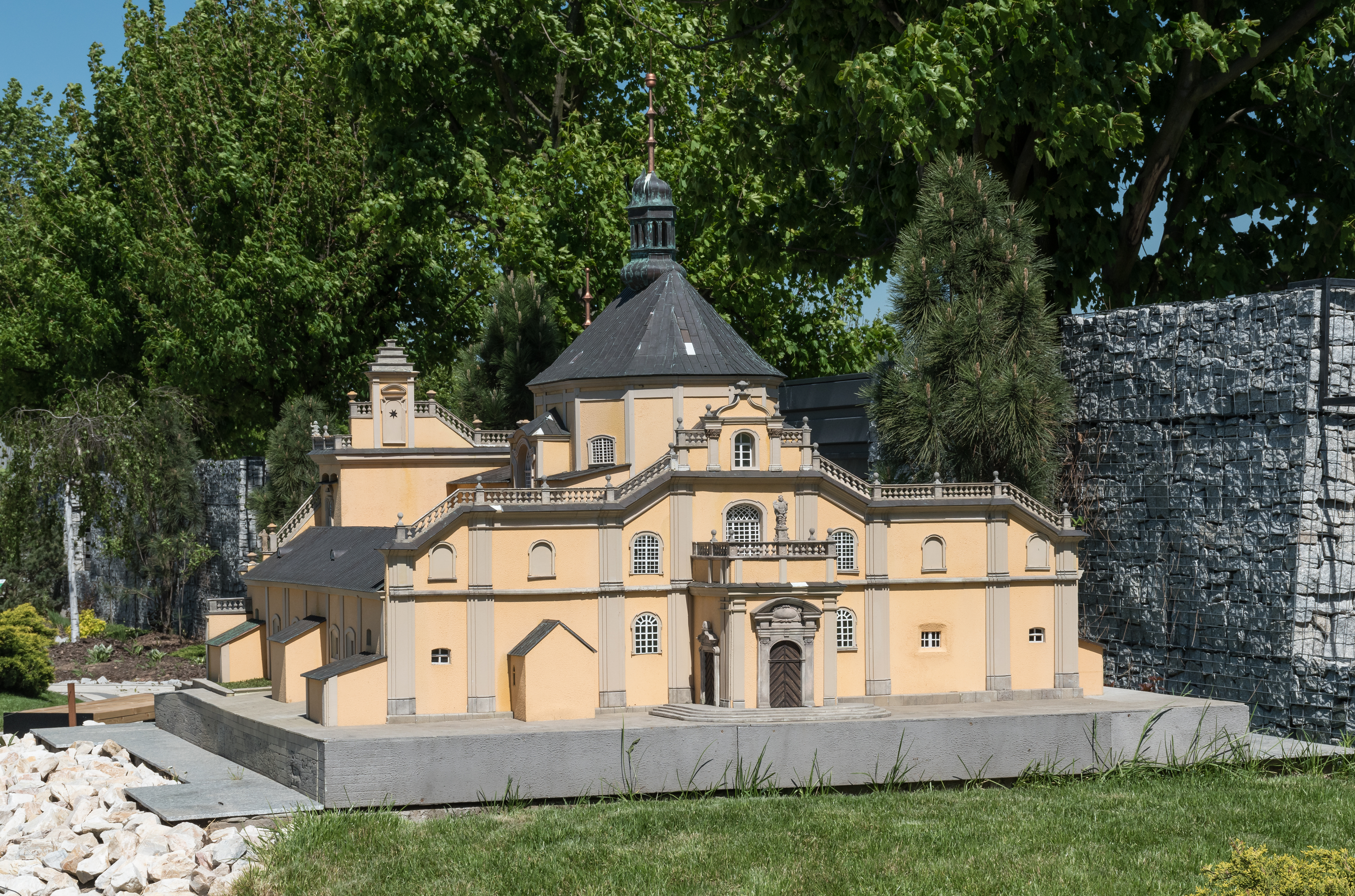
Kościół w Wambierzycach
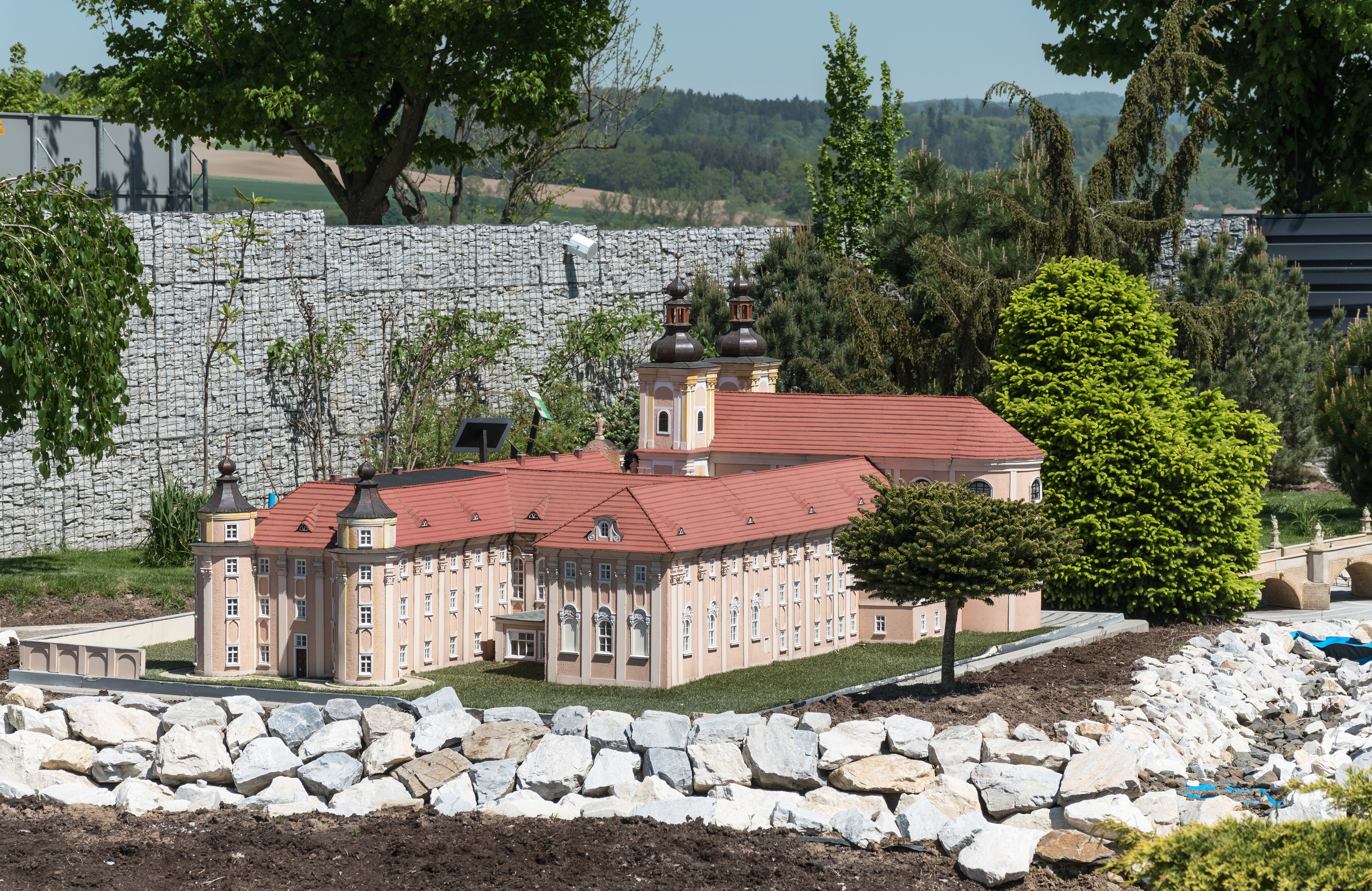
Klasztor franciszkanów w Kłodzku
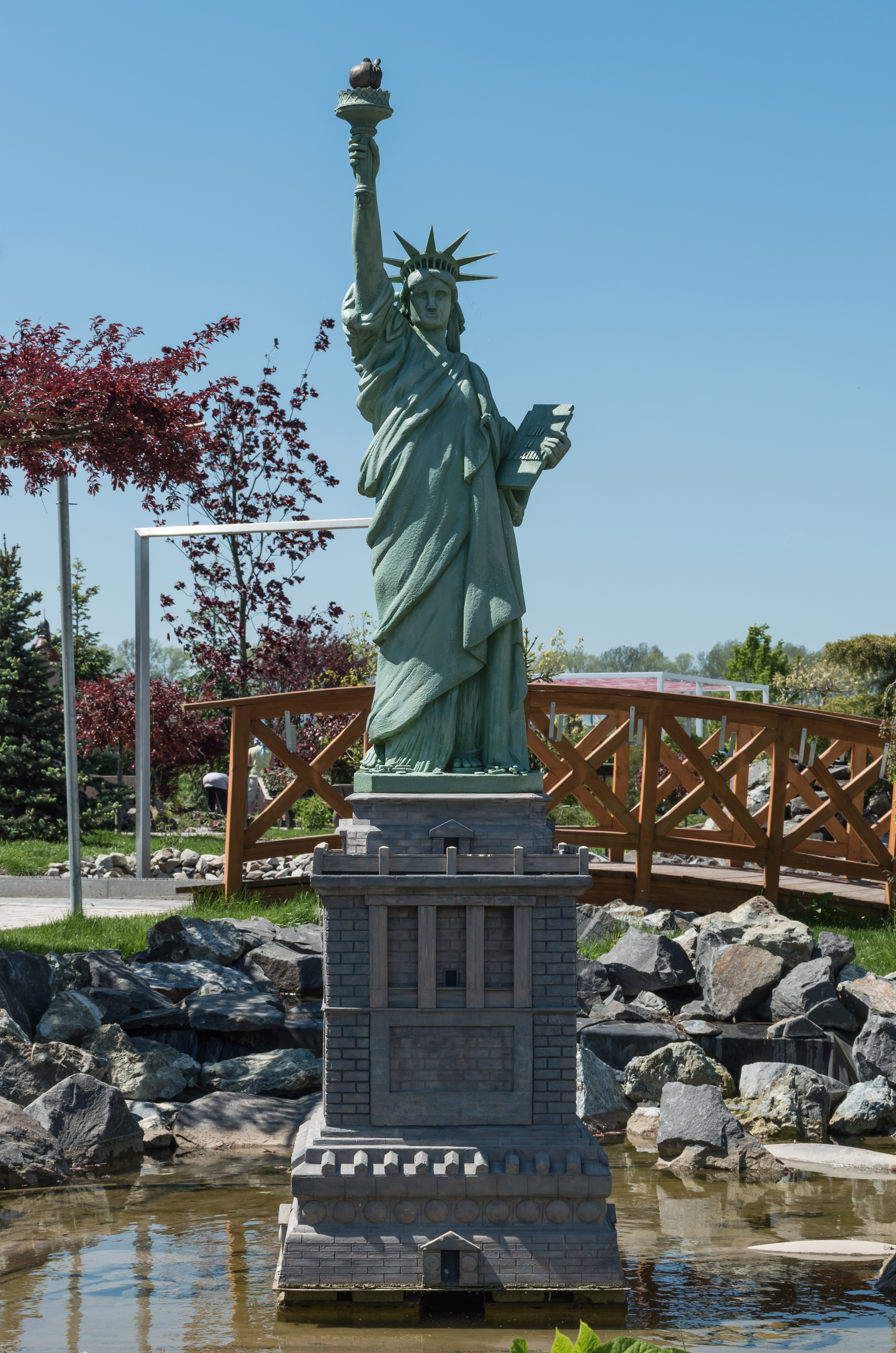
Statua Wolności w Nowym Yorku
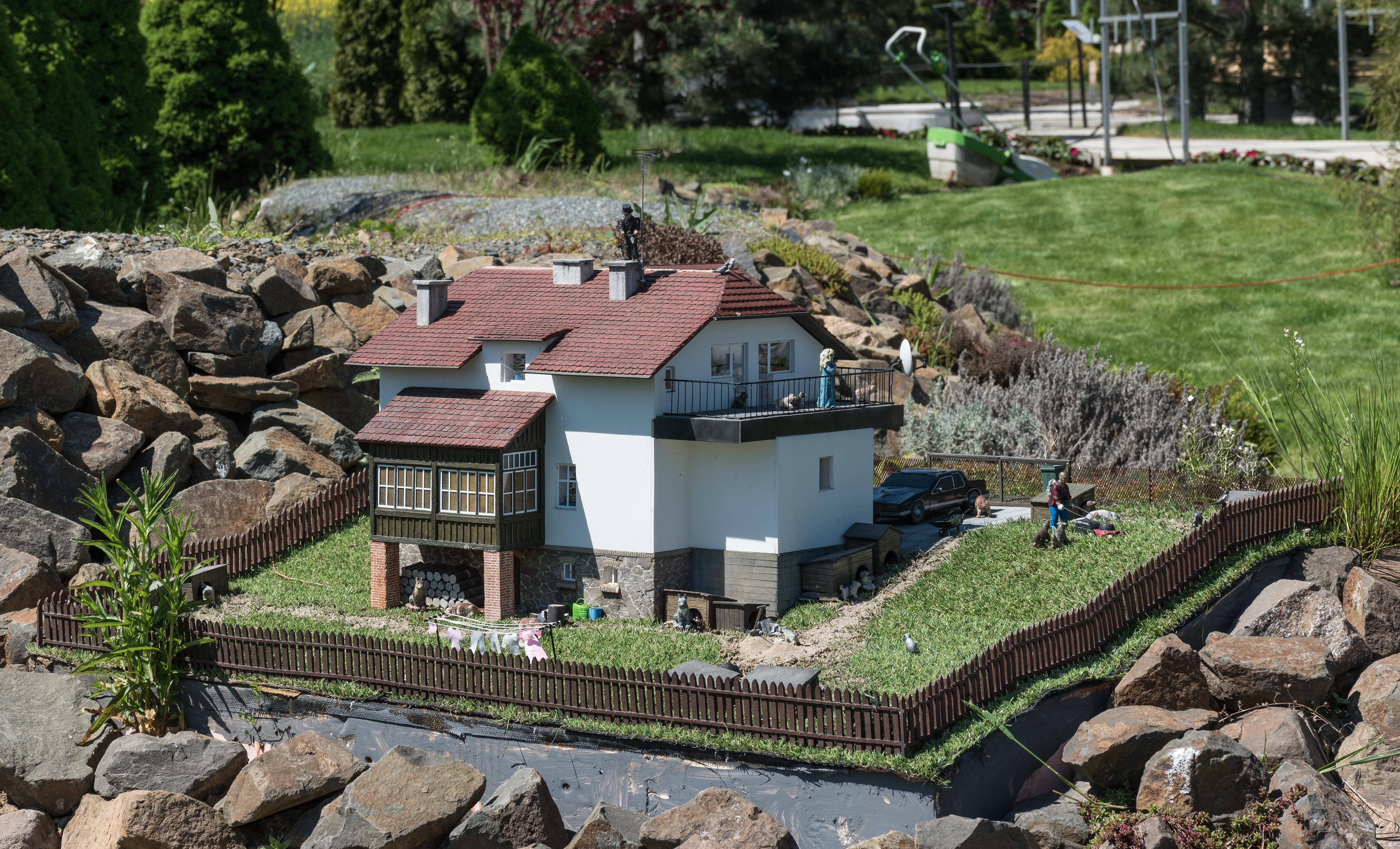
Dom Violetty Villas w Lewinie Kłodzkim
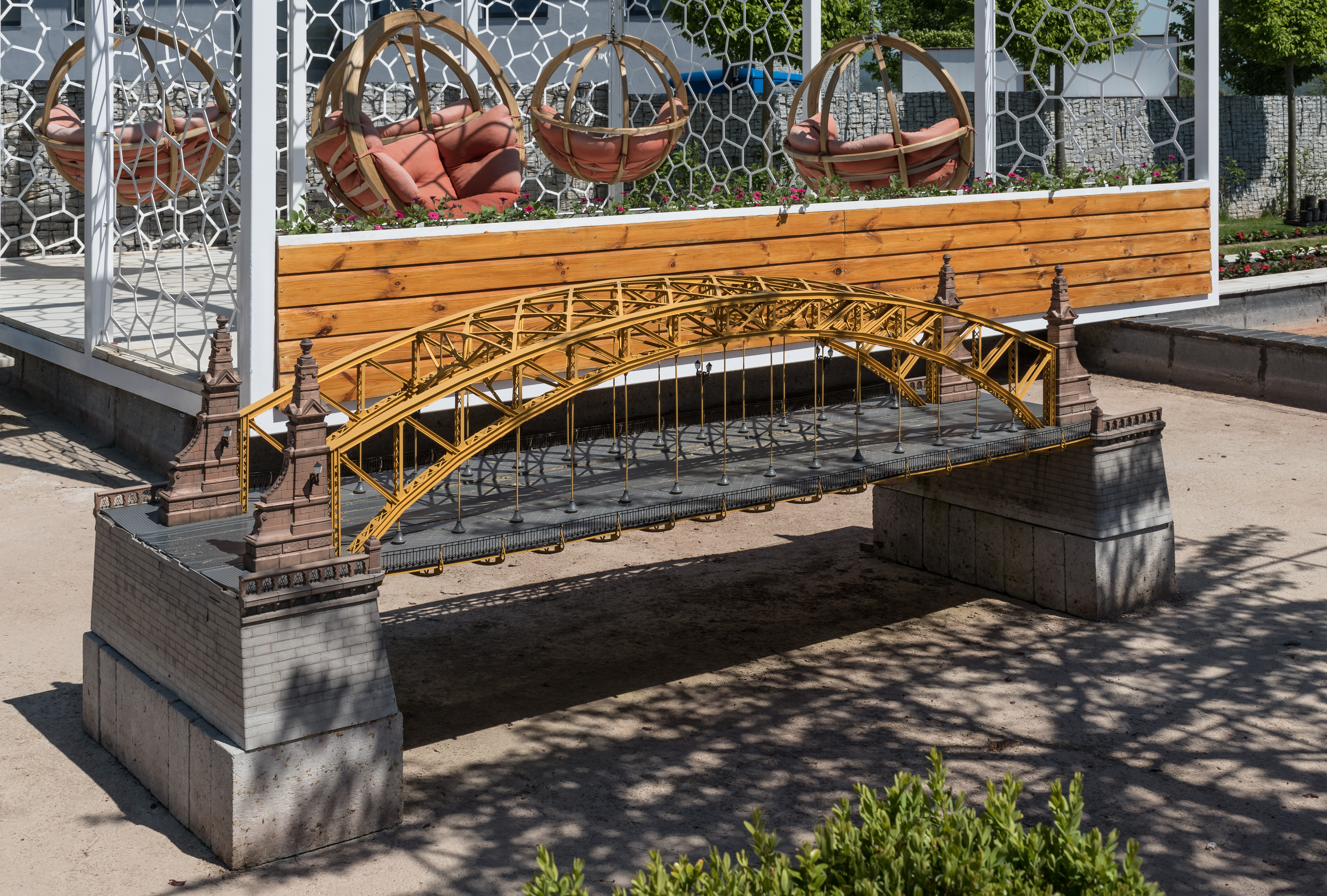
Most Zwierzyniecki we Wrocławiu
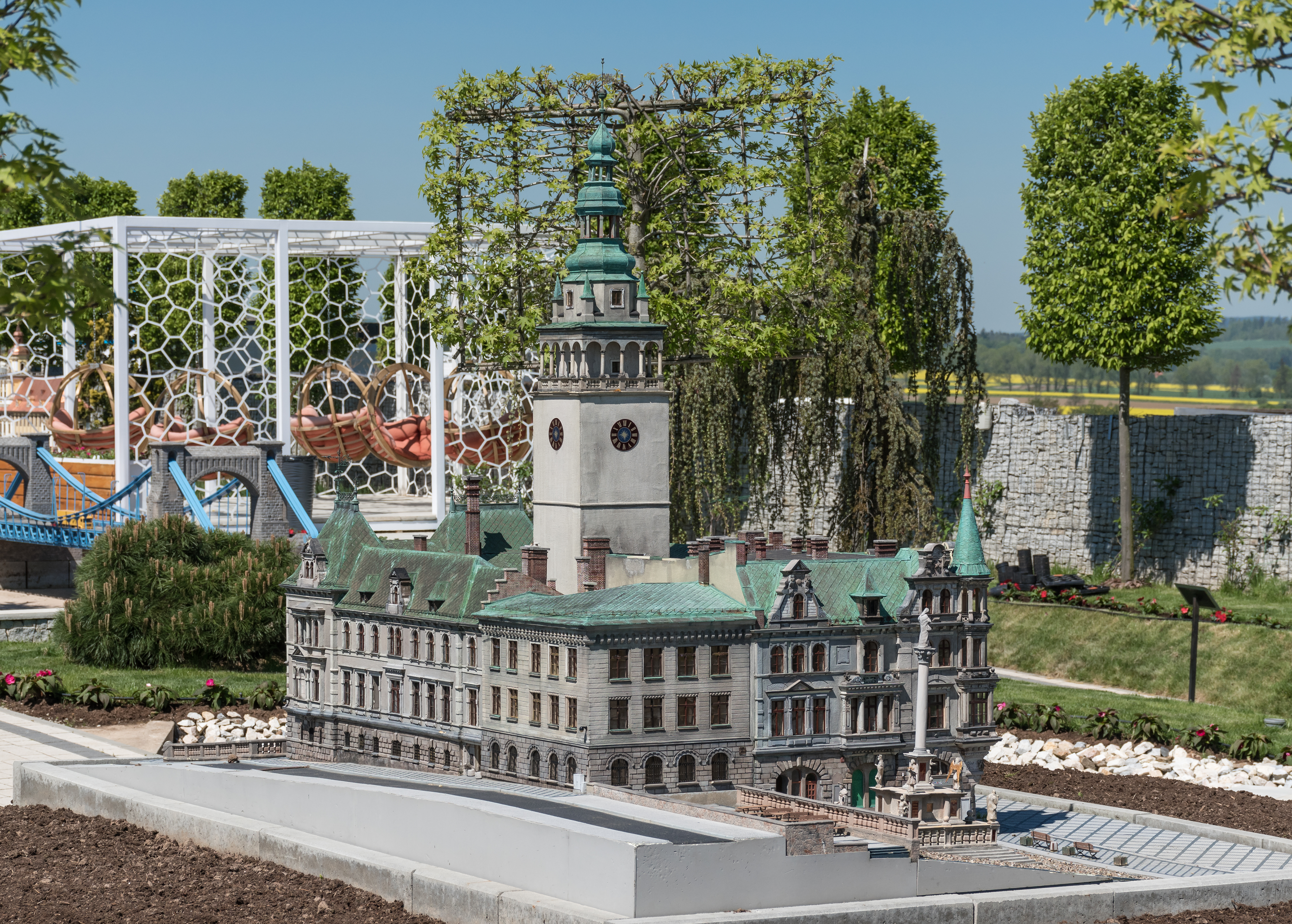
Ratusz w Kłodzku
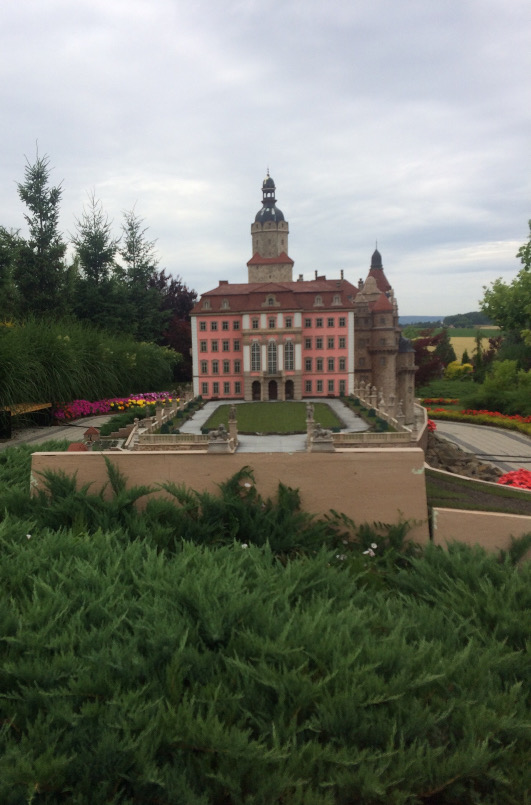
Zamek Książ w Wałbrzychu